# Kinnel Water
Das Kinnel Water ist ein Fluss in der schottischen Council Area Dumfries and Galloway, beziehungsweise der traditionellen Grafschaft Dumfriesshire.

## Verlauf
Der Fluss entspringt am Südrand der Lowther Hills rund zwei Kilometer nördlich der Kuppe des Queensberry nahe der Grenze zur benachbarten Council Area South Lanarkshire. In rund 400 m Entfernung entspringt ein Quellfluss des nach Nordwesten abfließenden Clyde. Nachdem sein Oberlauf durch eine hügelige Landschaft vornehmlich einer südöstlichen Richtung folgt, schlägt sein Lauf nach rund neun Kilometern eine südliche Richtung ein. Für wenige Kilometer verläuft die A701 weitgehend parallel dem linken Ufer, bevor sie den Fluss quert. Nachdem sein Unterlauf das Kinnel Water durch einen fruchtbaren Landstrich geführt hat, mündet es rund zwei Kilometer nordöstlich von Lochmaben in den Annan, der schließlich über den Solway Firth in die Irische See entwässert. Bei einer Gesamtlänge von rund 33,05 km, überwindet der Fluss eine Höhendifferenz von 402 m.
Auf seinem Lauf münden zahlreiche Bäche in das Kinnel Water, es besitzt jedoch außer dem bei Templand einmündenden Water of Ae keine signifikanten Zuflüsse. Das Kinnel Water verläuft durch eine dünnbesiedelte Region, sodass es wenige Ortschaften tangiert, von denen Templand die bevölkerungsreichste ist.

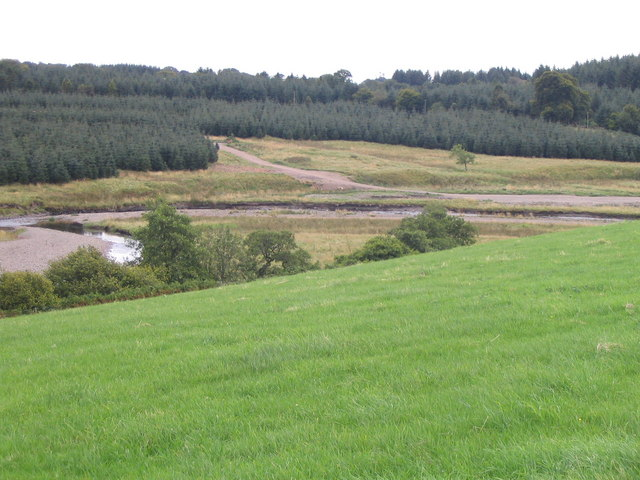
Oberlauf des Kinnel Water
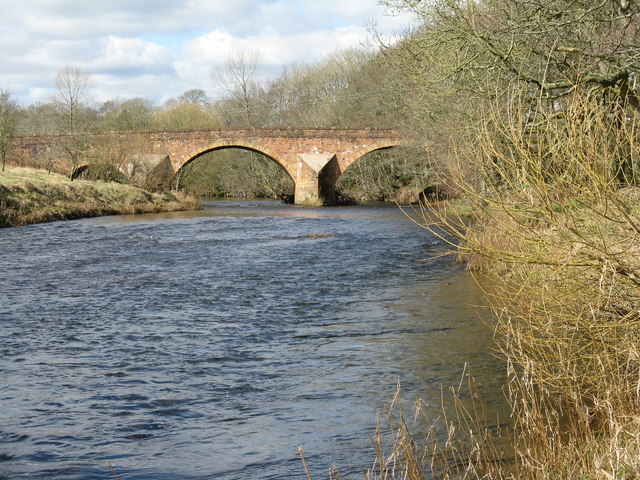
Die Kinnel Bridge

## Bauwerke
Mit der Kinnel Bridge überspannt nahe Templand eine als Kategorie-A-Denkmal geschützte Brücke den Fluss. Die dreibögige Steinbrücke entstand 1723 und wurde rund 100 Jahre später erweitert. Bei Templand passiert der Fluss außerdem das denkmalgeschützte Bauernhaus Ross Mains Weiter flussaufwärts liegt mit Raehills House ein Herrenhaus der Earls of Annandale and Hartfell nahe dem rechten Ufer.